# Eddy Gordo
Eddy Gordo, ou simplesmente Eddy (エディ・ゴルド, Edi Gorudo), é uma personagem da franquia Tekken. Ele é retratado como um lutador de capoeira brasileiro. Introduzido em Tekken 3 (1997), Eddy apareceu em todos os jogos seguintes. Em Tekken 4 e Tekken 5, compartilha o mesmo slot de personagem de Christie Monteiro, mas recuperou seu próprio espaço em Tekken 5: Dark Resurrection.
O enredo de Eddy desde sua estreia até Tekken 5 girou em torno de sua busca por vingança pelo assassinato de seus pais, culminando na derrota de Kazuya Mishima. Daí em diante, sua trama se concentrou na busca pela cura de uma doença desconhecida que o avô de Christie, seu mestre de capoeira, estava sofrendo. Eddy foi o primeiro praticante de capoeira a aparecer na franquia Tekken, seguido por Tiger Jackson e Christie. A crítica de jogos eletrônicos creditou a Eddy a popularização da arte da capoeira para um novo público dentro da comunidade maior de jogos e artes marciais.

## Desenvolvimento da personagem
A equipe de Tekken 3 queria incluir um praticante de capoeira e recorreu aos artistas de desenvolvimento para criar a personagem. Era desejo de Masahiro Kimoto, um dos designers do jogo, que o personagem da capoeira fosse feminino, mas o artista encarregado pela elaboração considerou muito difícil de criar uma figura feminina com tais movimentos e, em vez disso, criou Eddy. Kimoto afirmou mais tarde que seu personagem favorito de Tekken 3 era Eddy, por causa dos desafios em seu desenvolvimento.
Marcelo Pereira, mestre de capoeira brasileiro, foi o artista de captura de movimento de Eddy em sua primeira aparição. Ele afirmou que a Namco havia o conhecido durante o Seminário Internacional de Capoeira de 1995, realizado em San Francisco, e que se sentiu honrado em ser escolhido pela desenvolvedora para representar a capoeira. Marcelo Pereira relatou que, durante a concepção de Tekken 3, havia se machucado e, por isso, os movimentos acrobáticos que realizava eram restritos. Ele também afirmou que realizou "cerca de 20%" do que era capaz porque era necessário ter "outro capoeirista habilidoso para treinar" para realizar alguns movimentos. Além disso, criticou a escolha do nome da personagem, advertindo que Eddy não é um nome brasileiro nem Gordo um sobrenome usual.

## Aparição
Eddy Gordo apareceu pela primeira vez em Tekken 3 e no jogo seguinte, Tekken Tag Tournament. Em Tekken 4, foi omitido do elenco e substituído por Christie Monteiro, outra praticante de capoeira, mas apareceu como um traje alternativo para Christie. Masahiro Kimoto afirmou que Eddy foi substituído porque, inicialmente, pretendiam criar uma personagem feminina de capoeira, mas mudaram devido a limitações artísticas; neste jogo, portanto, a equipe conseguiu criar com sucesso "uma personagem atraente". Em Tekken 5, novamente apareceu como troca de figurino de Christie, mas recuperou sua própria personalização em Tekken 5: Dark Resurrection. Ele também fez parte de Tekken 6, e sua atualização, Tekken 6: Bloodline Rebellion, ainda com movimentos semelhantes ao de Christie, diferindo apenas em propriedades de movimento, como velocidade e distância. Além disso, em Bloodline Rebellion, Eddy serve como chefe da 28ª fase do Scenario Campaign Mode.
Eddy nasceu em uma das famílias mais ricas do Brasil. Quando tinha 19 anos, seu pai foi morto enquanto tentava destruir um cartel de drogas brasileiro conhecido como Organização. Em seus últimos suspiros, o pai de Eddy pediu ao filho que assumisse a responsabilidade por sua morte. Ele atendeu ao último desejo de seu pai e cumpriu oito anos de prisão, durante os quais conheceu um homem velho que lhe ensinou capoeira. Durante seus oito anos de prisão, Eddy praticou até se tornar um mestre. Após sua libertação, soube da existência do King of Iron Fist Tournament 3 e do Mishima Financial Empire (MFE), patrocinador do torneio. Ele decidiu entrar na disputa acreditando que poderia convencer o MFE ou assumir o controle e forçá-lo a se vingar dos assassinos de seu pai. Como mostrado em seu final de Tekken 3, Eddy rastreou a gangue que matou seu pai; os membros da gangue confessaram que o assassinato foi ordenado por Kazuya Mishima.
Em Tekken 4, descobre-se que, enquanto estava preso, Eddy soube da existência da neta de seu mestre, Christie Monteiro, e fez-lhe uma promessa: ensiná-la capoeira quando fosse solto. Christie, portanto, se tornou um destaque na arte marcial após dois anos de treinamento. O plano de vingança pela morte de seu pai persiste, e ambos ingressam no The King of Iron Fist Tournament 4. Antes de Tekken 5, Eddy descobre que o mestre que lhe ensinou capoeira na prisão está prestes a ser liberto. Eddy vai para sua soltura, mas descobre que seu mestre se tornou um velho fraco e frágil. Depois de levá-lo a um hospital, descobre que está morrendo de uma doença incurável que lhe dará menos de seis meses de vida. Há esperança, no entanto, se a tecnologia e os recursos da Mishima Zaibatsu puderem ser usados. Com essa possibilidade, retornam ao torneio.
Na conclusão do King of Iron Fist Tournament 5, Eddy fala em particular com Jin Kazama. Jin se oferece para emprestar-lhe dinheiro e recursos para salvar a vida de seu mestre em troca de sua lealdade à Mishima Zaibatsu. À medida que o King of Iron Fist Tournament 6 se aproxima, o próprio Eddy se envolve em uma série de atividades criminosas em nome da Mishima Zaibatsu. Em seu final e em Tekken 7, no entanto, revela-se que a tecnologia conquistada não é suficiente e, assim, não será possível salvar a vida de seu mestre. No entanto, ele ainda tem a tarefa pessoal de se vingar de Kazuya.
Eddy aparece na sequência não canônica Tekken Tag Tournament 2, onde fala português ao lado de Christie. Ele também faz uma série de breves participações especiais em Street Fighter × Tekken.

## Recepção
A revista Complex classificou Eddy como o décimo sétimo "personagem de jogo de luta mais dominante", comentando: "Ou você pensa que este lutador dançante é a melhor coisa que aconteceu em Tekken ou você acha que ele é o personagem mais cafona de toda a série". Na enquete oficial da Namco Bandai Games, Eddy é atualmente classificado como o nono personagem mais solicitado para ser jogável em Tekken × Street Fighter, com 10,05% dos votos. Em 2014, a What Culture o classificou como o décimo quarto maior personagem de jogos de luta, chamando-o de "o personagem mais fácil e intuitivo de se lidar em qualquer jogo de luta".
O personagem foi criticado por sua jogabilidade simplista. A MTV o apelidou de "Eddy 'Button-Masher's Savior' ['Amassador-de-Botões'] Gordo". Luke McKinney, da GameSpy, criticou Eddy como "a pior coisa que aconteceu aos jogadores de luta desde a lesão por esforço repetitivo" e comparou-o a "Jar Jar Binks, uma aberração de membros flexíveis manchando um clássico amado". Dave Cook, do NowGamer, classificou Eddy entre seus "10 personagens de jogos mais odiados de todos os tempos" em 2010: "Eddy nem deveria ter uma lista de comandos, apenas sequências de ambos os botões de chute, porque, se você martelar os dois sem parar, vai ganhar todas as rodadas." Pete Dreyer, da Red Bull, assinala uma questão semelhante a Cook: "Apenas comece a apertar os botões de chute até que suas pernas comecem a capoeirar por todo o lugar e arrebatar a glória." Em seu artigo de 2014, "In Defense of Button Mashing", Kevin Wong, do Kotaku, explicou seu sucesso tendo jogado Tekken 3 com Eddy: "Não vou dourar o lírio reivindicando qualquer tipo de pensamento como estratégia. Foi definitivamente esmagar botões, mas nunca me diverti tanto."

### Impacto cultural
De acordo com um depoimento de Eoin Lyons no Balls.ie, a capoeira foi introduzida na Irlanda graças a Eddy. O lutador profissional Kofi Kingston afirmou: "caras como Eddy Gordo são personagens únicos. Quando ele foi introduzido na série Tekken, era o cara de quem todo mundo falava. As pessoas sabiam sobre a capoeira, mas não sabiam realmente do que se tratava, como eram os movimentos." Ele também afirmou: "Eu assisto a um personagem como Eddy e seu estilo de capoeira, e são personagens como esse que gosto de escolher por causa da maneira como se destacam." Montel Vontavious Porter atribuiu um de seus movimentos de luta, chamado Malicious Intent, a Eddy Gordo, dizendo ser "uma variação de um dos chutes giratórios [de Eddy]". O comediante Dane Cook referiu-se ao personagem na faixa "Struck by a Vehicle" de seu segundo álbum, Retaliation, brincando que ser atropelado por um carro "faz girar no ar como Eddy Gordo de Tekken quando alguém não sabe fazer combos e está apenas apertando os botões aleatoriamente."